# Gundulićev venac
Gundulićev venac (srbsky Гундулићев венац) je ulice v hlavním městě Srbska, Bělehradu. Nachází se v místní části Dorćol východně od historického centra metropole. Je dlouhá cca 800 m a pojmenována po významném chorvatském básníkovi z Dalmácie, Ivanu Gundulićovi (italsky Giovanni Francesco Gondola). Spojuje bělehradskou botanickou zahradu a vozovnu bělehradských tramvají na Dorćolu.

## Historie
V prostoru dnešní ulice se nacházely v 19. století sady a zahrady a ležela dále od tehdejšího města. Rozsáhlejší výstavba zde probíhala teprve až v 3. a 4. dekádě 20. století. V roce 1922 byla zastavěna pouze centrální část dnešní ulice (při ulici Venizelosova).

## Doprava
Jedná se o dopravně relativně málo vytíženou ulici. Na třídě Venizelosova, která se s Gundulićevým vencem kříží, se nachází autobusová zastávka tohoto názvu. Po ulici nevede tramvajová trať ani tudy nejsou vedeny autobusové spoje.
Ulice je lemována stromořadím.